# Freeshop

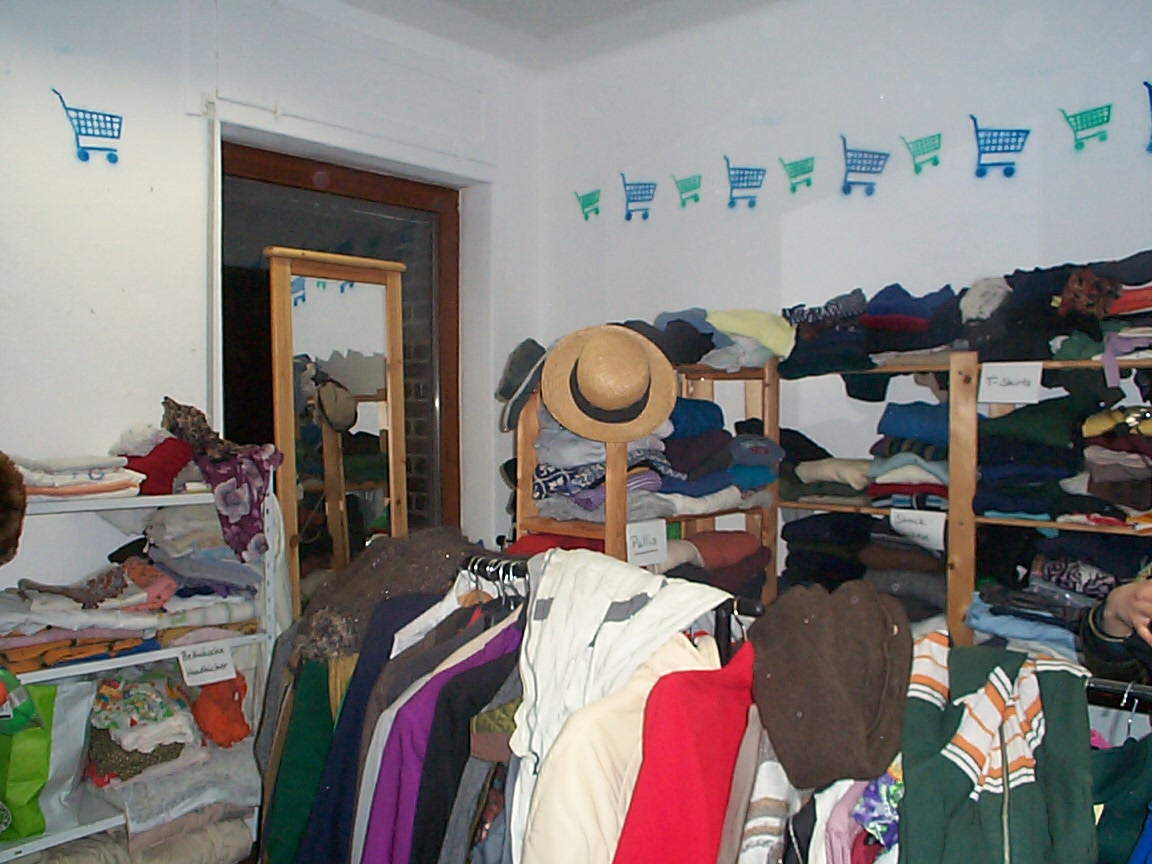
Interno di un freeshop a Friburgo, in Germania

Un freeshop è un negozio di oggetti di seconda mano, dove tutti i prodotti sono gratis. I freeshop hanno cominciato ad apparire in alcune città del nord Europa, soprattutto nei Paesi Bassi e nel Belgio. Loro scopo è offrire un'alternativa al sistema capitalistico .
I freeshop sono simili ai negozi di carità, solo che tutto è libero e disponibile, che si tratti di un libro, un pezzo di arredamento, un indumento o un articolo casalingo. L'idea di merci libere porta ancora con sé un certo stigma, così la maggior parte delle persone che usano questi negozi sono mosse dal bisogno (scarse risorse finanziarie, come nel caso di studenti o anziani) o dalla convinzione che sia fondamentale offrire un modello differente da quello iperconsumistico predominante.